# Мизочский кряж
Мизочский кряж (укр. Мізоцький кряж) — холмистая возвышенность в междуречье Горыни и Иквы в южной части Ровненской области, в границах Дубенского и Ровненского районов.
В 1979 году здесь создан одноимённый геологический заказник.

## Расположение
Простирается на южной окраине Волынской возвышенности в виде узкой полосы с востока на запад, несколько южнее пгт Мизоч (отсюда название кряжа), вдоль реки Свитеньки. Расположен на север от Кременецких гор. Длина кряжа 50 км, ширина — от 6 до 13 км. Площадь — примерно 22,5 тыс. га. Самая высокая вершина Мизочского кряжа (342 м) расположена на северо-восточной окраине с. Горники Дубенского района.

## Описание
[Прядь выше поднят на северо-западе и понижается на юго-восток. Местами есть обрывы, склоны поднимаются над окружающей низиной на 120—150 м. Наблюдается интенсивное развитие оврагов, особенно в юго-западной части. Кряж сложен известняками и песками, среди которых встречаются захоронены почвы и обломки окаменелого дерева. Обломки окаменелого дерева слои встречаются в песках сарматского возраста в районе таких сёл: Спасов, Старая Мощаница, Новая Мощаница, Дермань Первая, Дермань Вторая. Перекрываются неогеновые и меловые отложения лёссовидными суглинками, которые легко размываются атмосферными осадками, что также способствует образованию оврагов.
Прядь Мизочского кряжа поросла преимущественно дубовыми лесами (лесистость достигает 20 %) и покрыта сетью хорошо развитых оврагов, что придает этой местности особую красоту и живописность. Через Мизочский кряж проходит знаменитая геодезическая Дуга Струве.

## Гидрография
С кряжа берут начало реки Збитенька, Песчанка, Липка (приток Иквы), Борисовка, Стубелка, Устье (приток Горыни) и другие меньшие реки и ручьи. Есть немало больших прудов.